# Karang Anyar (Ulu Rawas)
Karang Anyar is een bestuurslaag in het regentschap Musi Rawas van de provincie Zuid-Sumatra, Indonesië. Karang Anyar telt 2357 inwoners (volkstelling 2010).